# Résolution 574 du Conseil de sécurité des Nations unies
La résolution 574 du Conseil de sécurité des Nations Unies, a été adoptée à l'unanimité le 7 octobre 1985. Après avoir entendu les représentations de la République populaire d'Angola, le Conseil de sécurité a rappelé les résolutions 387 (1976), 418 (1977), 428 (1978), 447 (1979), 454 (1979), 475 (1980), 545 (1983), 546 (1984), 567 (1985) et 571 (1985), et a exprimé sa préoccupation face aux attaques continues de l'Afrique du Sud contre le pays à travers le Sud-Ouest africain occupé.
Le Conseil a exigé que l'Afrique du Sud cesse ses attaques et respecte la souveraineté et l'intégrité territoriale de l'Angola, notant que ce dernier exerce son droit de légitime défense pour défendre son territoire et a droit à une indemnisation pour réparer le dommage subi du fait des attaques. La résolution exigea que l’Afrique du Sud retire immédiatement toutes ses forces militaires d’Angola. Elle a également condamné l’Afrique du Sud pour avoir utilisé la Namibie occupée (que l'Afrique du Sud administre illicitement sous le nom de Sud-Ouest Africain) comme tremplin pour les attaques, exhortant tous les États membres à mettre en œuvre l’embargo obligatoire sur les armes imposé par la résolution 418 (1977) à l’Afrique du Sud.
Enfin, la commission créée par la résolution 571 (1985), composée de l’Australie, de l’Égypte et du Pérou, a été chargée d’évaluer les dommages causés par la récente attaque.

## Voir également
- Guerre de la frontière sud-africaine
- Apartheid
- Liste des résolutions du Conseil de sécurité des Nations unies sur l'Angola
- Liste des résolutions du Conseil de sécurité des Nations unies sur l'Afrique du Sud